# Résolution 210 du Conseil de sécurité des Nations unies
Membres permanents
- Chine (Taïwan)
- États-Unis
- France
- Royaume-Uni
- URSS

Membres non permanents
- Bolivie
- Côte d'Ivoire
- Jordanie
- Malaisie
- Pays-Bas
- Uruguay

Résolution no 209 Résolution no 211
La Résolution 210  est une résolution du Conseil de sécurité des Nations unies adoptée le 6 septembre 1965, dans sa 1238e séance, après avoir reçu un rapport du Secrétaire général sur l'évolution de la situation au Cachemire, le Conseil a invité les parties (Inde et Pakistan) à cesser les hostilités dans toute la zone de conflit immédiatement et de retirer toutes les forces armées sur les positions qu'elles occupaient avant le 5 août 1965. le Conseil a prié le Secrétaire général de faire tout qu'il pouvait pour donner effet à la présente résolution et de la résolution 209 ainsi que le renforcement du Groupe d'observateurs militaires des Nations unies pour l'Inde et le Pakistan (GOMNUIP - en anglais: United Nations Military Observer Group in India and Pakistan ou UNMOGIP). 
Le Conseil a ensuite décidé de garder la question à l'examen urgent et continu.

## Vote
La résolution a été approuvée à l'unanimité.

## Texte
- Résolution 210 Sur fr.wikisource.org
- Résolution 210 Sur en.wikisource.org